# GS Bolognese
GS Bolognese – włoski klub piłkarski, mający swoją siedzibę w mieście Bolonia, na północy kraju.

## Historia
Chronologia nazw:
- 1913: Gruppo Sportivo Bolognese
- 1920: klub rozwiązano - po fuzji z Società Ginnastica Educativa Virtus

Klub piłkarski Gruppo Sportivo Bolognese został założony w Bolonii w 1913 roku przez Giulio Gotti, założyciela klubu kolarzy "Pedale Bolognese". Przez pierwsze sześć lat (w tym, z przerwą związaną z I wojną światową), występował w towarzyskich i nieoficjalnych meczach. W sezonie 1919/20 startował w Prima Categoria. Najpierw w kwalifikacjach zwyciężył SPAL i Audace Ferrara, a potem w finale Sezione emiliana-romagnola zajął ostatnie 6.miejsce. Po zakończeniu sezonu powinien być oddelegowany do Promozione, jednak pozostał w Prima Categoria. Nieco później, w 1920 został wchłonięty przez klub Società Ginnastica Educativa Virtus, po czym został rozwiązany.

## Sukcesy

### Trofea międzynarodowe
Nie uczestniczył w rozgrywkach europejskich (stan na 31-05-2017).

### Trofea krajowe
| \| \| Zdobyte trofea w rozgrywkach Włoch (stan na: 31-05-2017) \| |                                                          |      |                                    |
| Rozgrywki                                                         | Osiągnięcie                                              | Razy | Sezon(y)                           |
| · Mistrzostwo                                                     | I miejsce                                                | 0    |                                    |
| · Mistrzostwo                                                     | II miejsce                                               | 0    |                                    |
| · Mistrzostwo                                                     | III miejsce                                              | 0    |                                    |
| · Mistrzostwo                                                     | 6.miejsce                                                | 1    | 1919/20 (grupa emiliana-romagnola) |
| · Puchar                                                          | zdobywca                                                 | 0    |                                    |
| · Puchar                                                          | finalista                                                | 0    |                                    |
| II liga                                                           | I miejsce                                                | 0    |                                    |
| II liga                                                           | II miejsce                                               | 0    |                                    |
| II liga                                                           | III miejsce                                              | 0    |                                    |
| Włochy                                                            | Zdobyte trofea w rozgrywkach Włoch (stan na: 31-05-2017) |      |                                    |

## Stadion
Klub rozgrywa swoje mecze domowe na boisku Campo della Cesoia w Bolonii.